# 桐朋学园艺术短期大学
桐朋学园艺术短期大学（日语：／ Tōhō Gakuen Geijutsu Tankidaigaku *），简称桐朋短大，是一所位于日本东京都调布市的私立短期大学。

## 概要

### 简介
- 学校最早可以追溯到1940年[1]。短期大学为于1955年开办[1][2]、由学校法人桐朋学园经营。[3]为男女同校[4]。

### 历史

#### 本科
- 1955年 桐朋学园短期大学成立[1]并同时设置一个学科即音乐科含四个专攻、以下列举。
  - 钢琴专攻
  - 弦管打击乐器专攻
  - 声乐专攻
  - 作曲指挥专攻
- 1960年 招生最后、次年停止招生[1]（正式停办于1963年3月30日[5]）。
- 1964年 桐朋学园大学短期大学部成立并同时设置两个学科、以下列举[1]。
  - 文科[注 3]
  - 音乐科
- 1966年 艺术科成立。分离为两个专攻、以下列举[1]。
  - 演剧专攻
  - 音乐专攻（原音乐科改编为）
- 1988年 文科分离为两个专攻、以下列举[1]。
- 日本文化专攻[注 4]
- 欧美文化专攻[注 4]
- 2004年 改校名为桐朋学园艺术短期大学、舞台创造专攻[注 1][注 2]成立于艺术科[1]。

#### 专科
- 1968年 演剧专攻成立[1][6]。
- 1994年 两个专攻成立、以下列举[1][6]。
  - 音乐专攻
  - 地区文化研究专攻[注 6]
- 2006年 舞台创造专攻[注 1]成立[6]。

### 宪章
- 请参看桐朋学园艺术短期大学的标志 （页面存档备份，存于） （日語） 2014年3月30日阅览。

## 学校环境
- 校区：在东京都调布市

## 历任校长
- 越光照文：现在短期大学校长[7]

## 组织

### 学科
- 艺术科
  - 音乐专攻
  - 演剧专攻
  - 舞台创造专攻[注 1][注 2]
- 文科[注 3]
  - 日本文化专攻[注 4]
  - 欧美文化专攻[注 4]

### 前学科
| - 音乐科 - 钢琴专攻 - 弦管打击乐器专攻 - 声乐专攻 - 作曲指挥专攻 |

### 专科
| - 音乐专攻 - 演剧专攻 - 舞台创造专攻 |

### 前专科
| - 地区文化研究专攻 |

### 业余课程
| - 没有 |

## 知名校友
- 小泽征尔:音乐家
- 伊东达广:演员
- 山口果林:女演员
- 志贺广太郎:演员
- 山本亘:演员
- 楢山芙二夫:小说家
- 永井爱：导演
- 中丸新将:演员
- 矶部勉:演员、声优
- 土師孝也:演员、声优
- 田中秀幸：声优、解说人
- 堀内正美:演员
- 香野百合子:女演员
- 真野響子:女演员
- 高畑淳子:女演员
- 岛本须美:声优
- 中田让治:声优、演员
- 榊原良子:声优、解说人
- 黑田福美:女演员
- 友里千贺子:女演员
- 白都真理:女演员
- 大竹忍:女演员
- 铃木左卫子:音乐家
- 根岸季衣:女演员、蓝调歌手
- 齐藤洋美:无线电演员、女演员
- 寺杣昌紀:声优、演员
- 饭星景子:新闻主播、作家
- 安永沙都子:声优
- 小山力也：声优、演员
- 日下由美:女演员
- 金井美香:声优
- 南果步:女演员
- 咲野俊介:声优、演员
- 中川安奈:女演员
- 内田夕夜:演员
- 前田淳:演员
- 川上伦子:声优
- 朴璐美:声优、女演员
- 宫村优子:声优
- 伊藤健太郎:声优、演员
- 赤泽ムック:女演员、劇作家、演出家
- 长谷川步:声优
- 穴田ユキ久:女演员
- 齐藤慎二:搞笑艺人
- 庄子裕衣:声优
- 近藤春菜:搞笑艺人
- 名冢佳织:声优
- 宫田爱理:女演员、搞笑艺人
- 佐波优子:自由播音员
- 伊木辅：导演、演员
- 宫本佳那子:女演员、歌手、声优
- 伊濑茉莉也:声优
- 大和田悠太:演员
- 入江要介:作曲家
- 原史奈:女演员

## 相关链接
- 日本短期大学列表